# Pipa (animal)
Pipa es un género de anfibios anuros neotropicales de la familia Pipidae. Las especies del género se distribuyen por la mayoría del norte de Sudamérica y Panamá.

## Especies
Se reconocen las 7 siguientes según ASW:
- Pipa arrabali Izecksohn, 1976
- Pipa aspera Müller, 1924
- Pipa carvalhoi (Miranda Ribeiro, 1937)
- Pipa myersi Trueb, 1984
- Pipa parva Ruthven & Gaige, 1923
- Pipa pipa (Linnaeus, 1758)
- Pipa snethlageae Müller, 1914
- Incertae sedis:
  - Pipa verrucosa Wiegmann, 1832